# UPS航空
UPS航空（英語: UPS Airlines）は、アメリカ合衆国の貨物運送会社であるユナイテッド ・パーセル・サービスの子会社（航空部門）で、同国のケンタッキー州ルイビルをハブとする貨物航空会社である。ただし、単にこのUPS航空を指して「ユナイテッド ・パーセル・サービス」と呼称する場合もある。
貨物航空会社としては、輸送量の面で世界第3位の規模を誇り、本社があるアメリカ国内の空港はもちろんのこと、アジアやヨーロッパなど世界各地の空港を焦点としていることも特徴の1つである。ルイビル・モハメド・アリ国際空港は同社が「ワールドポート（Worldport）」として敷地を拡張しており、専用の貨物ターミナルや荷捌き場、貨物便の管理センターなどが集結している。

## 主な歴史
- 1929年に初めて空輸による貨物輸送を行うが、世界恐慌を受けて一旦運休となる[4]。
- 1953年には、北米内の路線に限られたものの、再び航空便で貨物を運ぶようになる[4]。
- 1981年、貨物輸送用の航空機を初めて購入する[5]。
- 1985年からはヨーロッパなどへの路線も開設し、成長が進む[5]。
- 1988年にようやく正式な貨物航空会社として認められ[5]、以降、アメリカを代表する貨物航空会社として活躍を続けている。
- 1990年、アジアへの定期便運航がスタートする[5]。

## 運航路線
現在、UPS航空はアメリカ国内だけで381の都市、アメリカ以外も含めれば合計727の都市に就航している。それぞれの地域における拠点は、アメリカ合衆国ではもちろんルイビルだが、ヨーロッパではドイツのケルン、アジアでは中華民国の台湾桃園国際空港とフィリピンのクラークとなっていたが、クラーク国際空港は、2010年に中華人民共和国の深圳宝安国際空港にハブ機能を移転したことにより、その役割を終えている。日本では成田国際空港と関西国際空港、北九州空港に乗り入れているが、過去には中部国際空港に飛来していたこともある。

## 保有機材
同社が発注したボーイングの貨物機におけるカスタマーコードは4Aである。
| 機種                       | 運航機数 | 備考                                                                                         |
| -------------------------- | -------- | -------------------------------------------------------------------------------------------- |
| ボーイング747-400F         | 11機     |                                                                                              |
| ボーイング747-400BCF       | 2機      |                                                                                              |
| ボーイング747-8F           | 30機     | 2024年に中古機を購入する予定                                                                 |
| ボーイング757-200PF        | 75機     | ローンチカスタマー                                                                           |
| ボーイング767-300ERF       | 78機     | ローンチカスタマー あと21機納入予定                                                          |
| ボーイング767-300BCF       | 5機      |                                                                                              |
| ボーイング767-300BDSF      | 4機      |                                                                                              |
| エアバスA300-600RF         | 52機     | 2021年よりアビオニクス改修工事を実施 但し経年機は改修せず退役予定                            |
| マクドネル・ダグラスMD-11F | 28機     | 日本航空が旅客型として使用していた機体を受け継いだものもある。 767導入に伴い、順次退役予定。 |

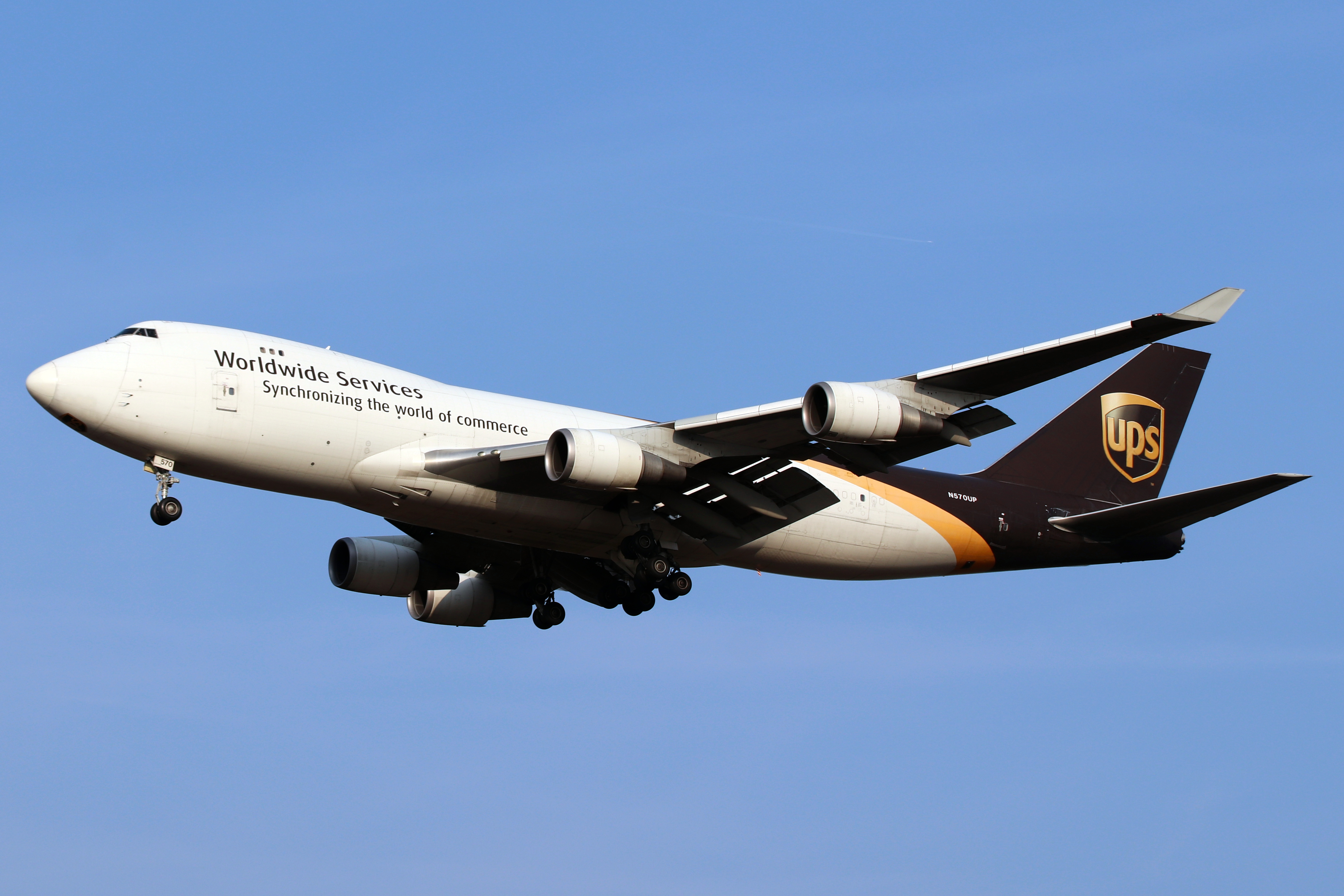
ボーイング747-400F
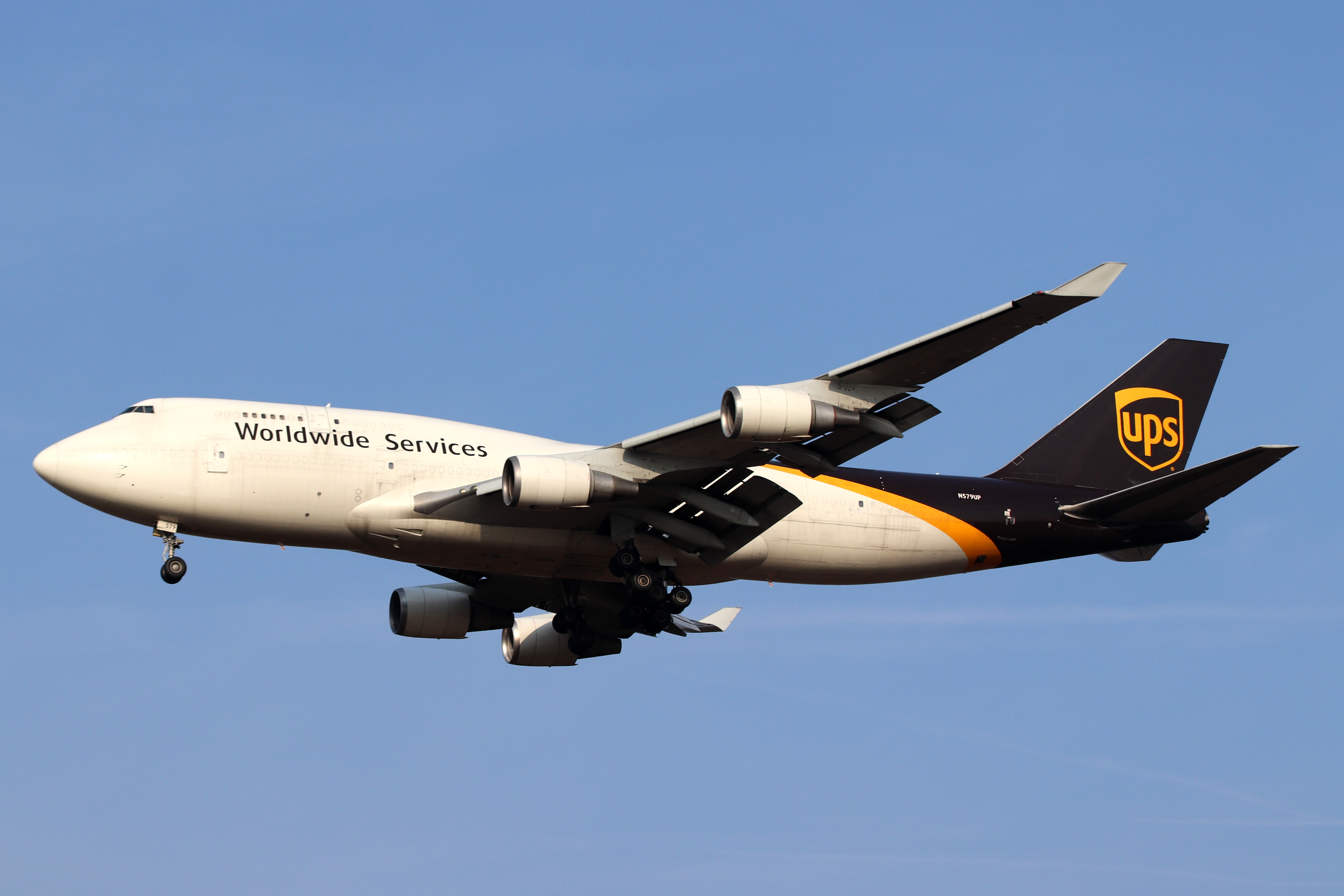
ボーイング747-400BCF
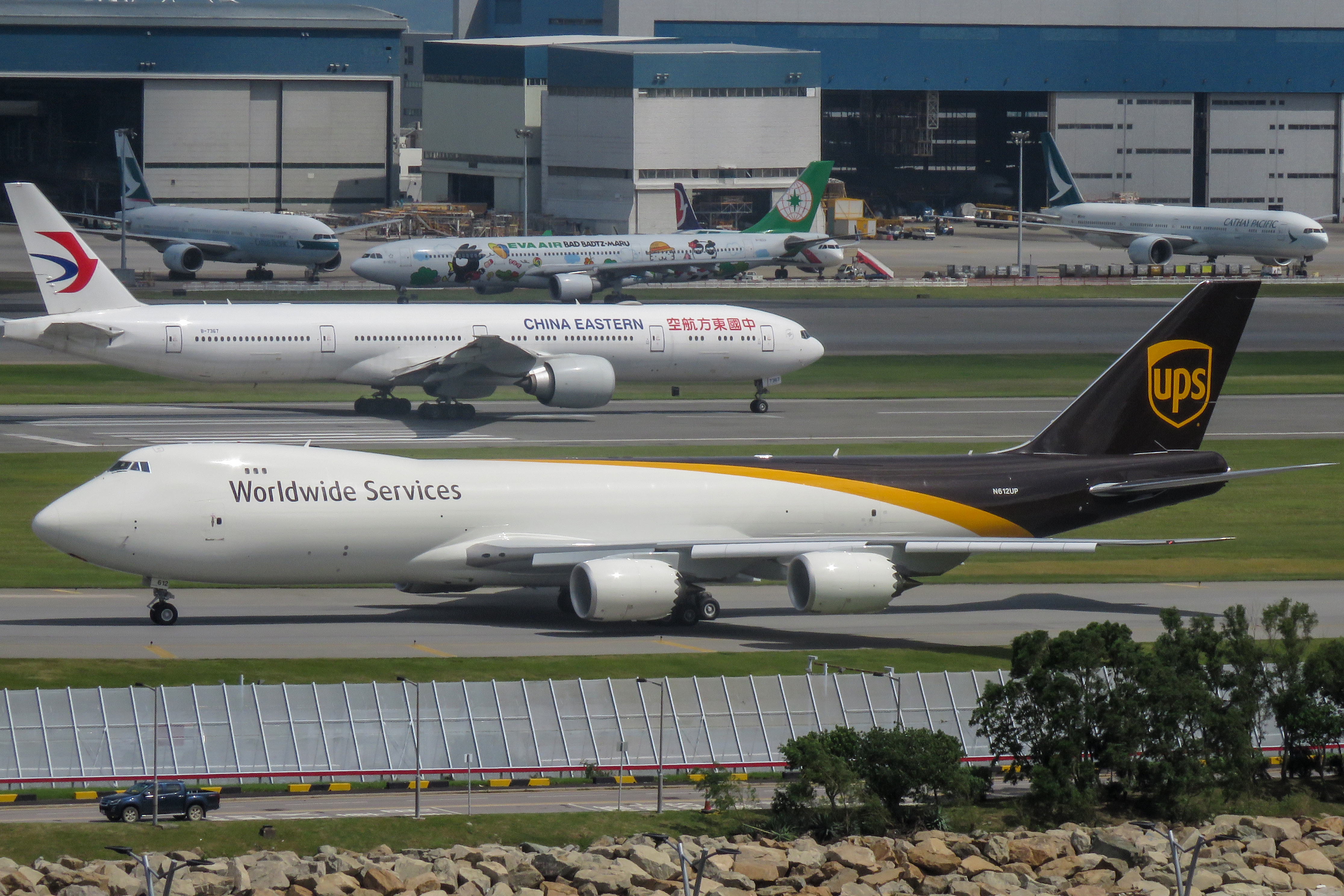
ボーイング747-8F
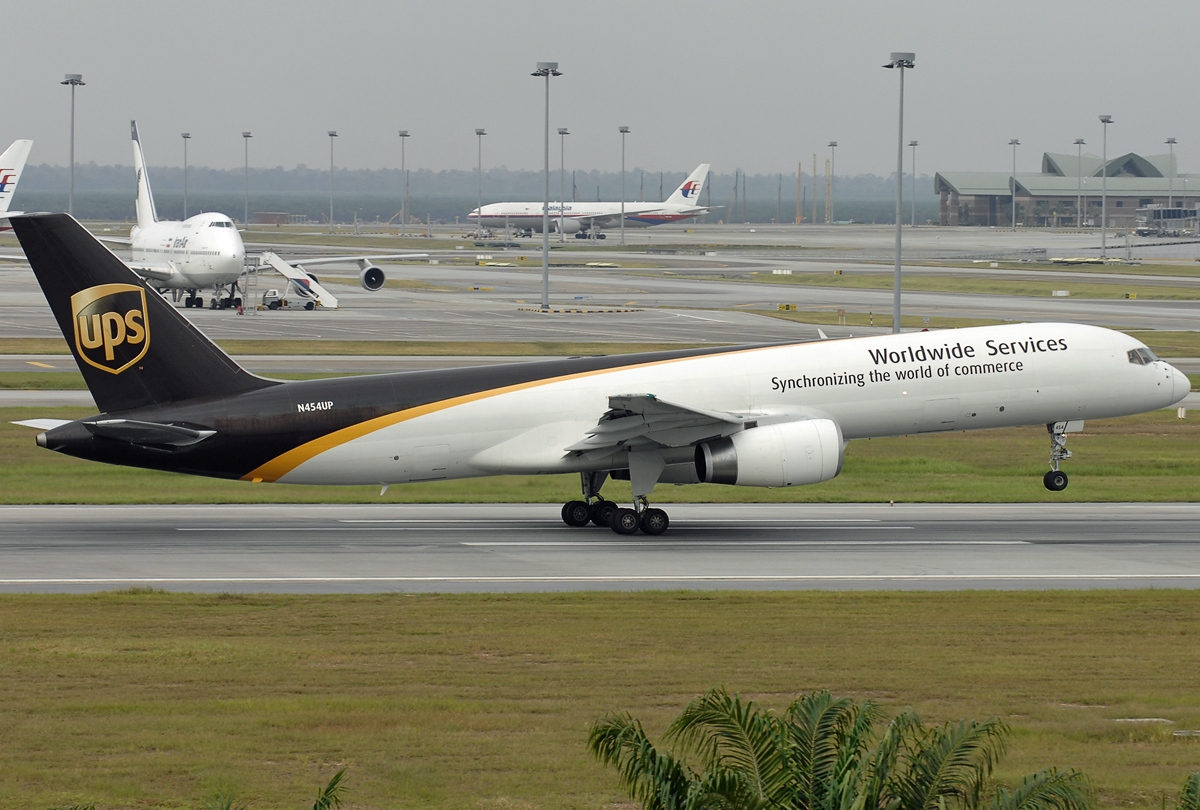
ボーイング757-200PF
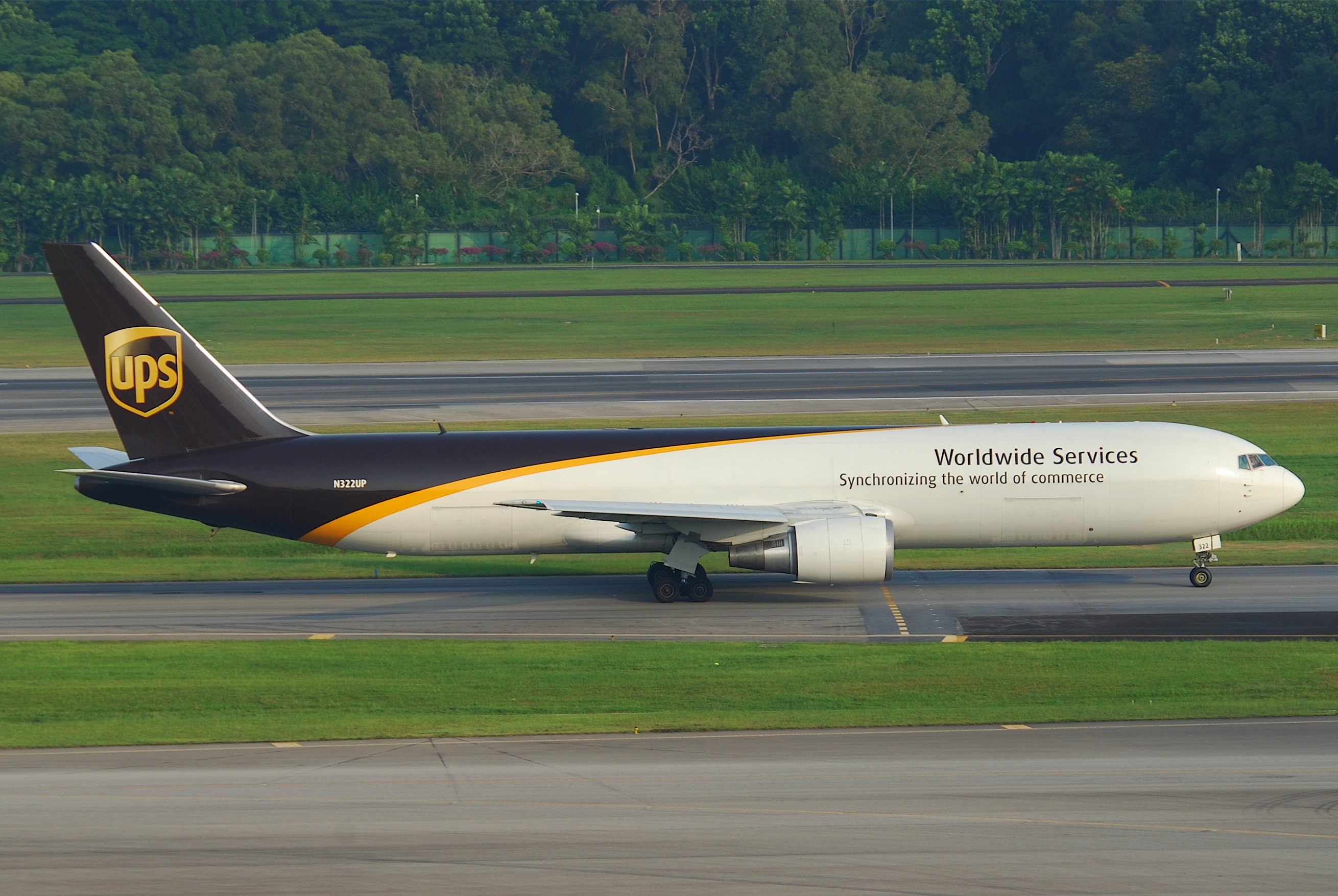
ボーイング767-300ERF
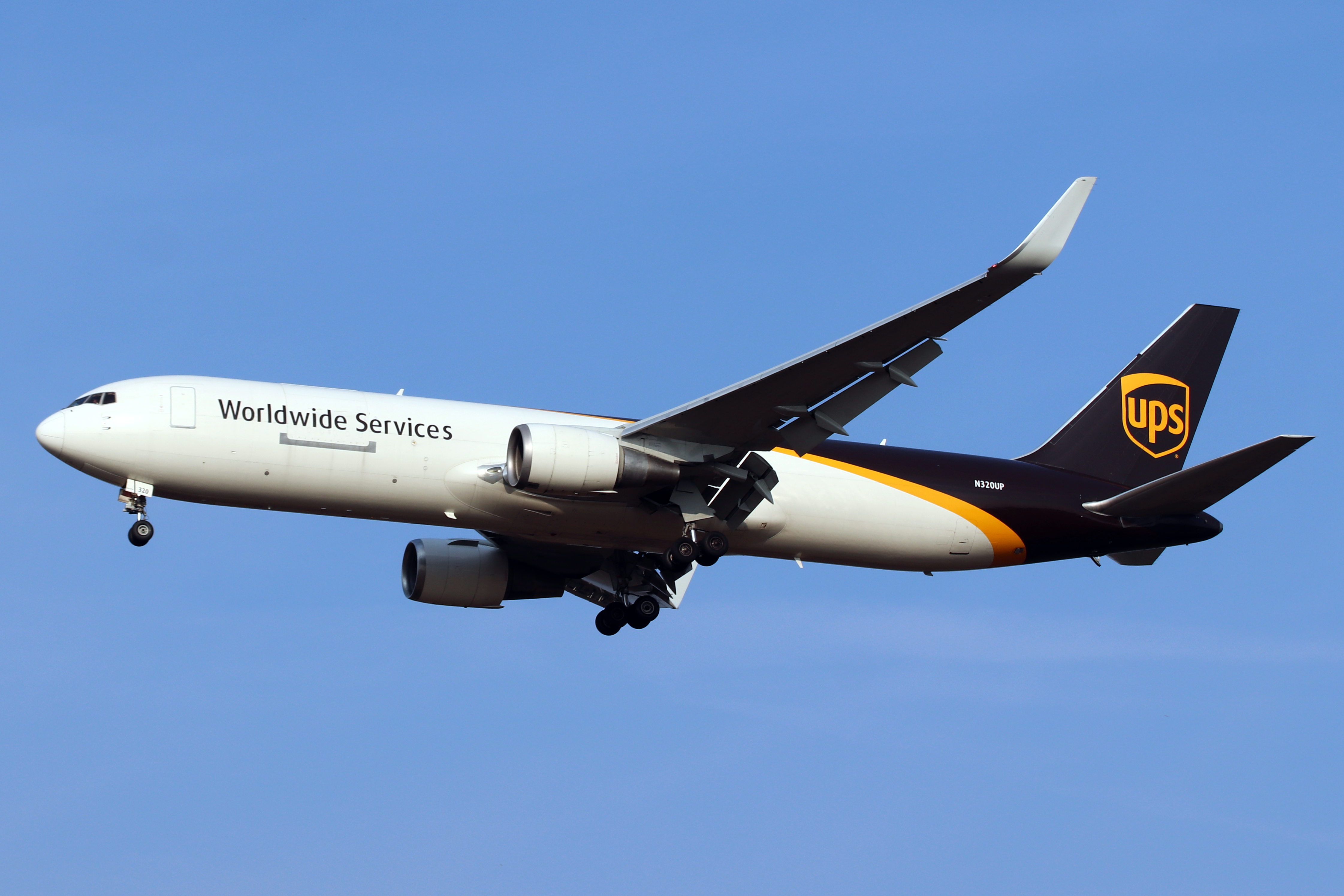
ボーイング767-300ERF（ウィングレット装着）
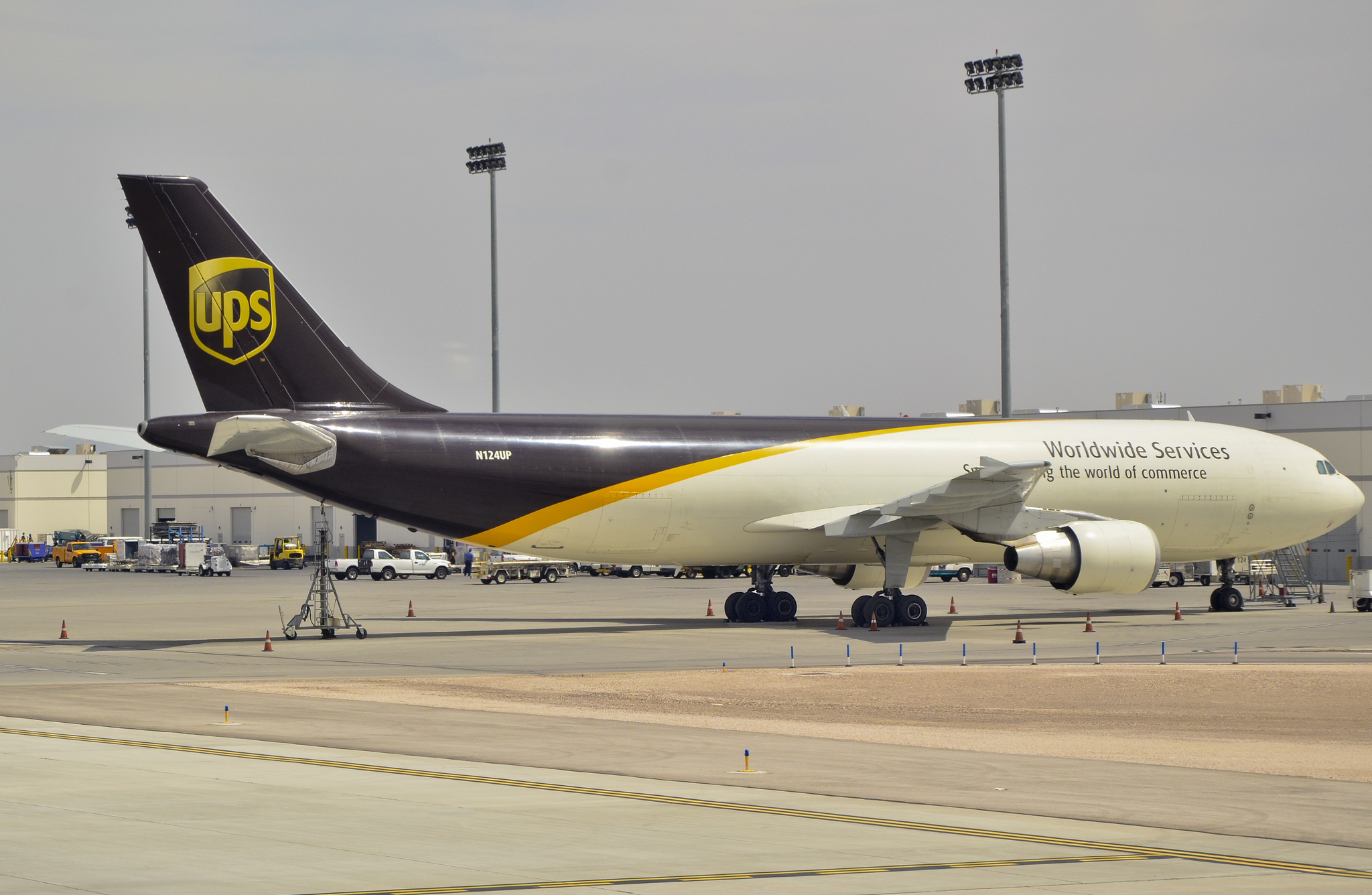
エアバスA300-600RF
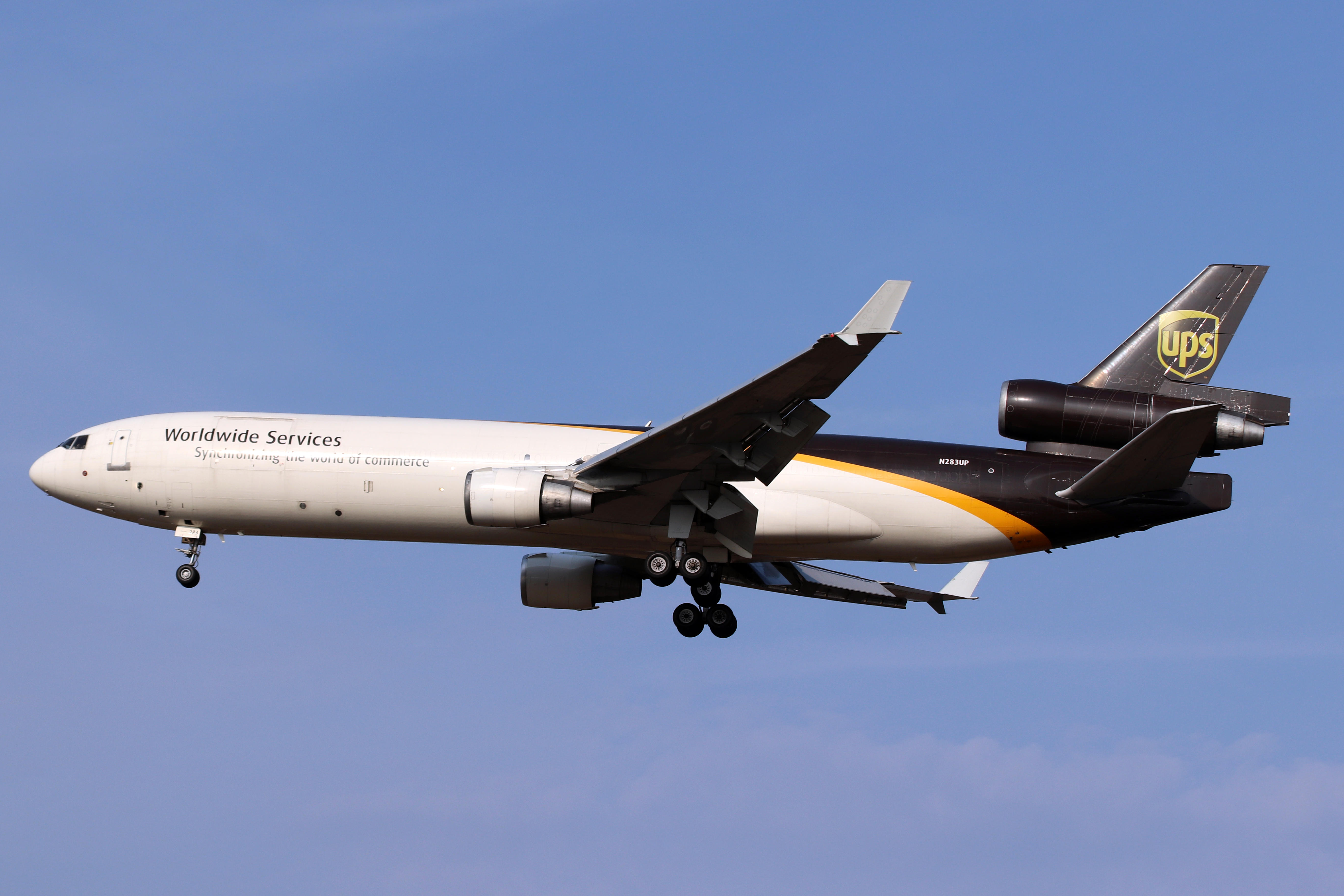
マクドネル・ダグラスMD-11F

## 退役機材

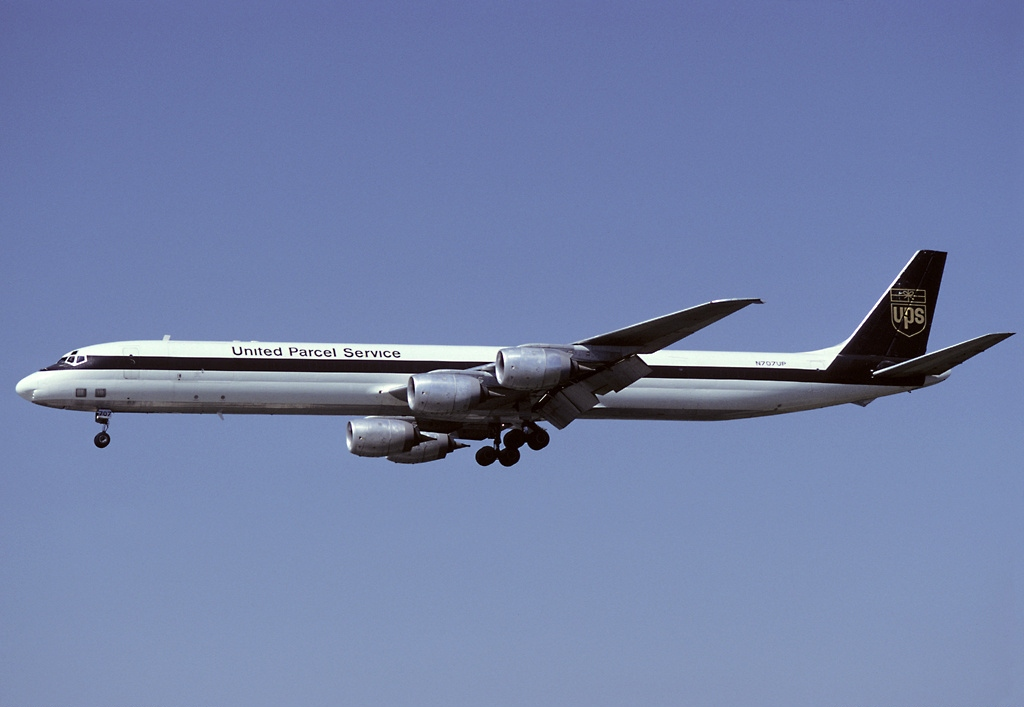
ダグラスDC-8F
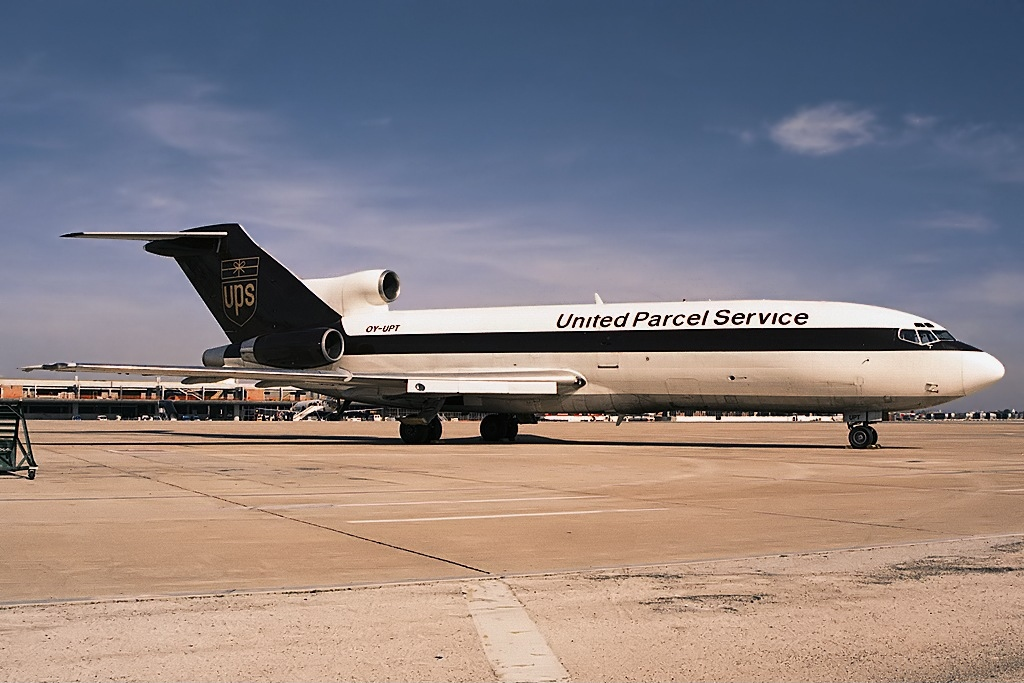
ボーイング727-100F
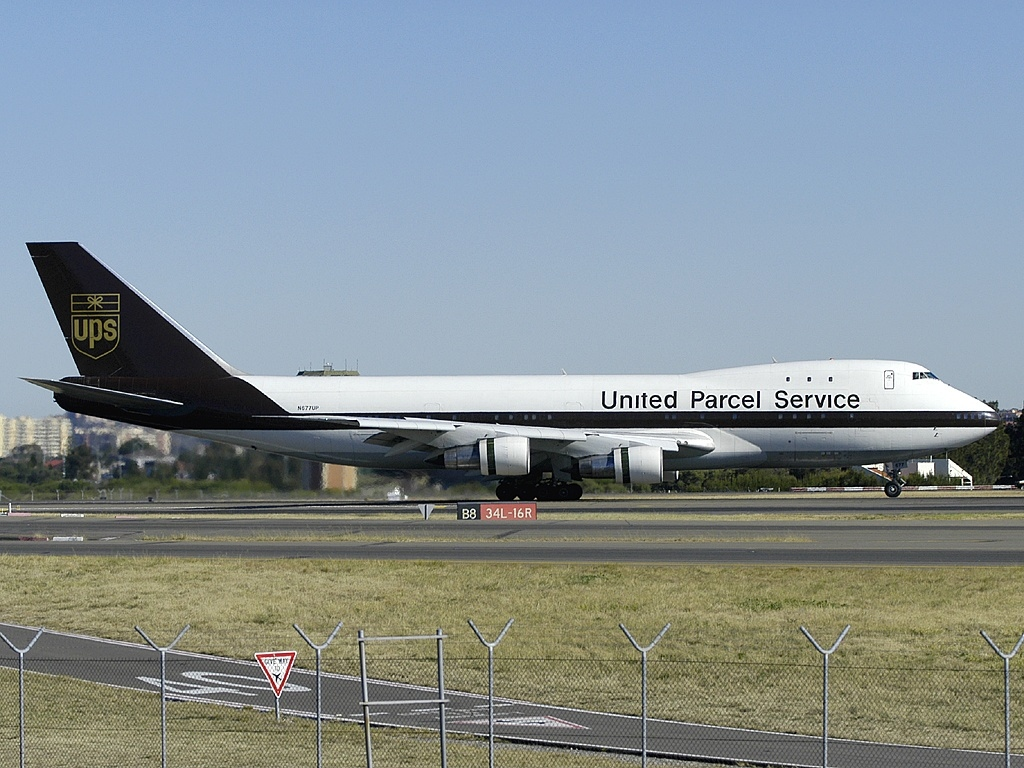
ボーイング747-100F
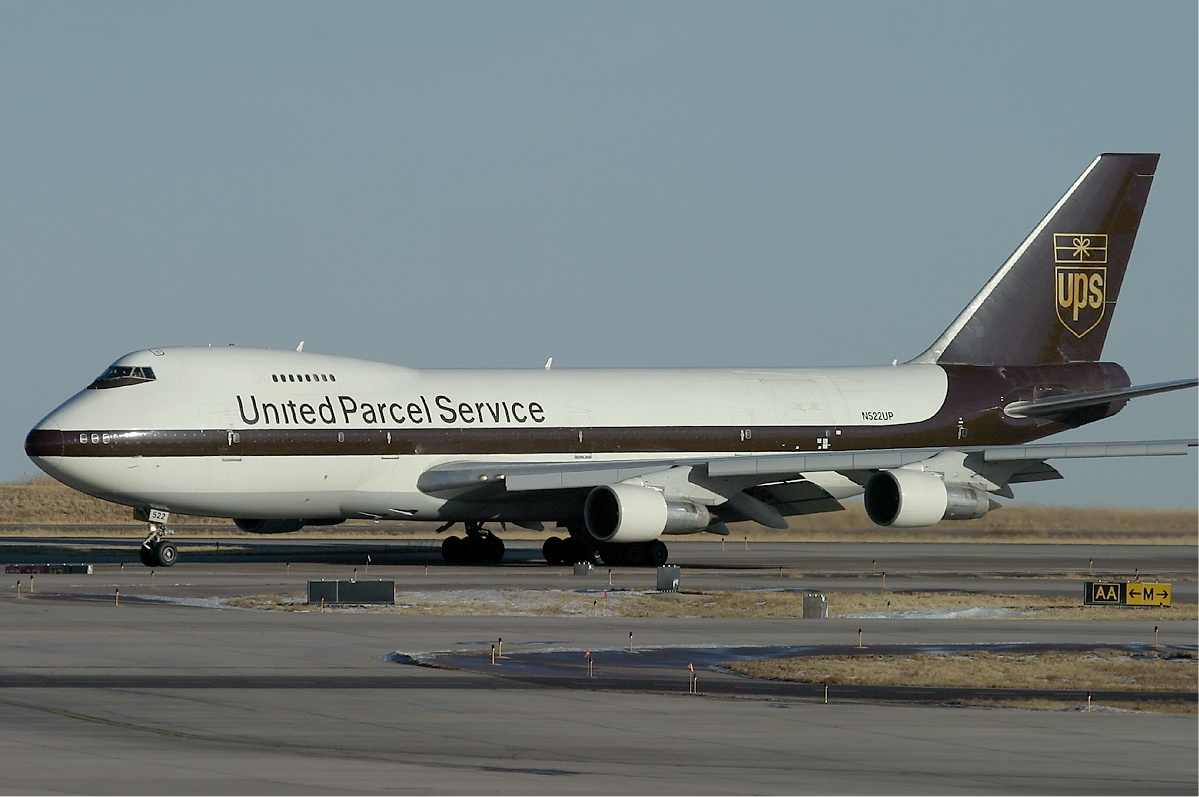
ボーイング747-200BF

- ダグラスDC-8F
- ボーイング727-100F
- ボーイング747-100F
- ボーイング747-200BF

## 事件・事故
- UPS航空1307便火災事故
- UPS航空6便墜落事故
- UPS航空1354便墜落事故